# Краснощёкий настоящий бюльбюль
Краснощёкий настоящий бюльбюль (лат. Pycnonotus jocosus) — певчая птица семейства бюльбюлевые.

## Описание
Краснощёкий настоящий бюльбюль длиной примерно 20 см. Верхняя часть тела коричневая, а нижняя — белёсая, на груди имеется тёмное, открытое на уровне плеч кольцо. на голове тонкий, чёрный хохол. За глазами имеется красное пятно и тонкая линия бороды. Хвост длинный, коричневого цвета с белыми вершинами пера, сама гузка оранжевая. Половой диморфизм отсутствует, самцы и самки окрашены одинаково, лишь молодые птицы окрашены тусклее. Полёт похож на полёт дятлов.

## Распространение
Краснощёкий настоящий бюльбюль распространён в тропической Азии от Индии до Юго-Восточной Азии и Китая. Он завезён человеком в Новый Южный Уэльс (Австралия), Маврикий и Флориду.

## Образ жизни
Краснощёкий настоящий бюльбюль живёт в редколесье, а также на сельхозугодьях. Его можно чаще слышать, чем видеть, птица редко опускается на землю. Она строит своё гнездо в кустах. В кладке, как правило, от 2 до 3 яиц.
Птица питается плодами, нектаром и насекомыми. Громкий и легко запоминающийся призыв — это резкое «кинк-аа-ю», пение — это ругающееся кряканье. Его голос похож на радостный свист человека. Когда молодые птицы в гнезде, свист человека вызывает реакцию у птенцов.

## Изображения

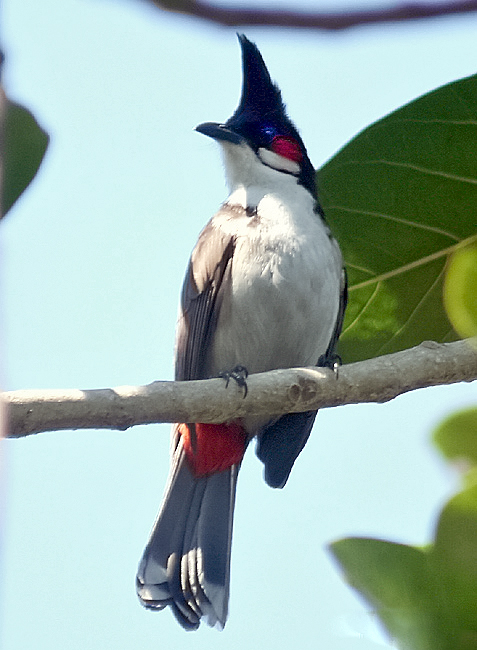
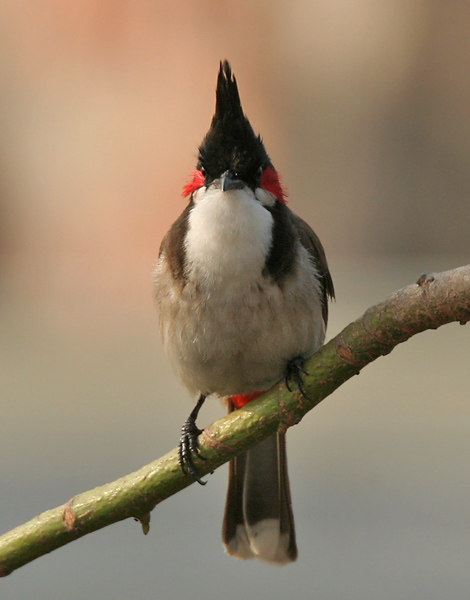
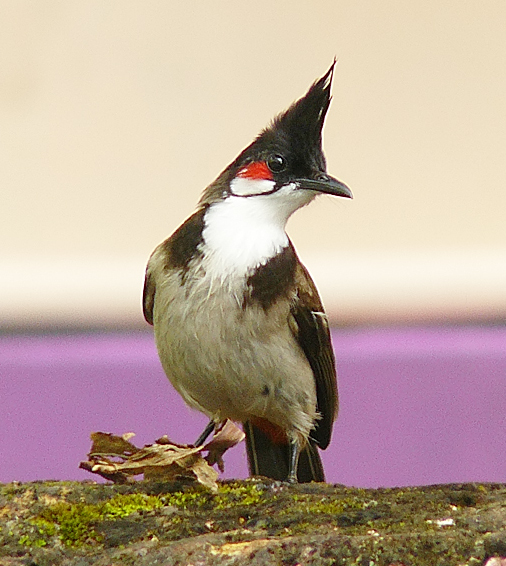
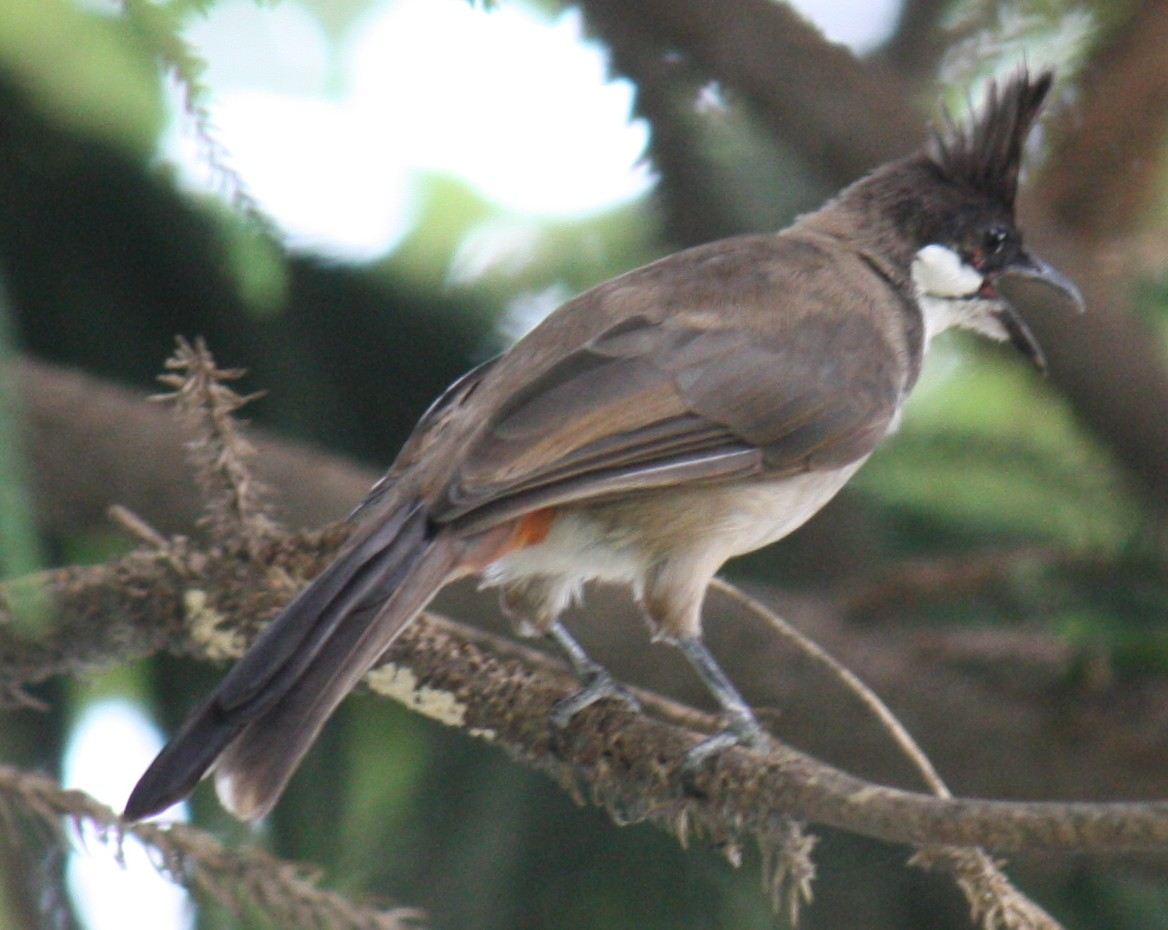
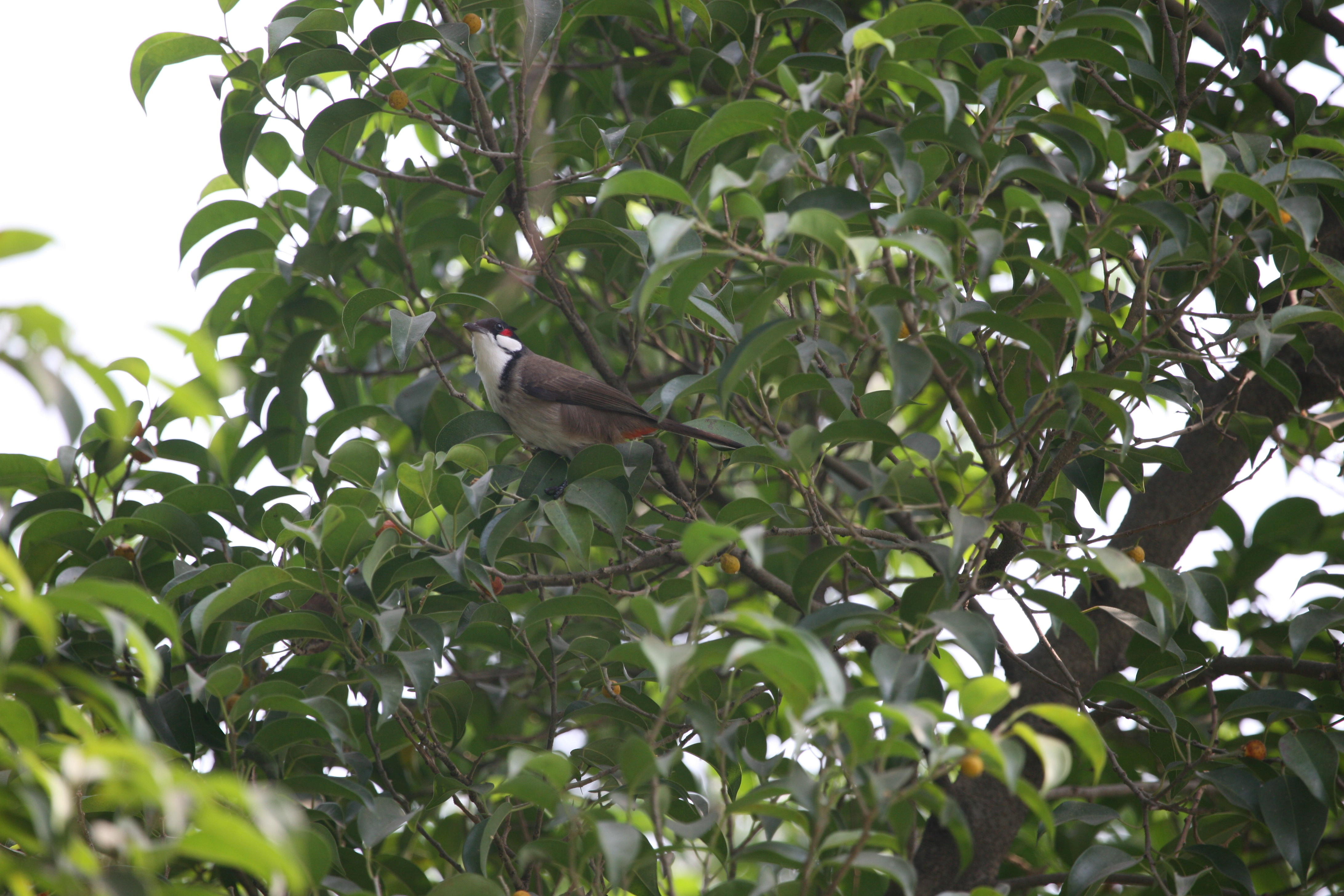
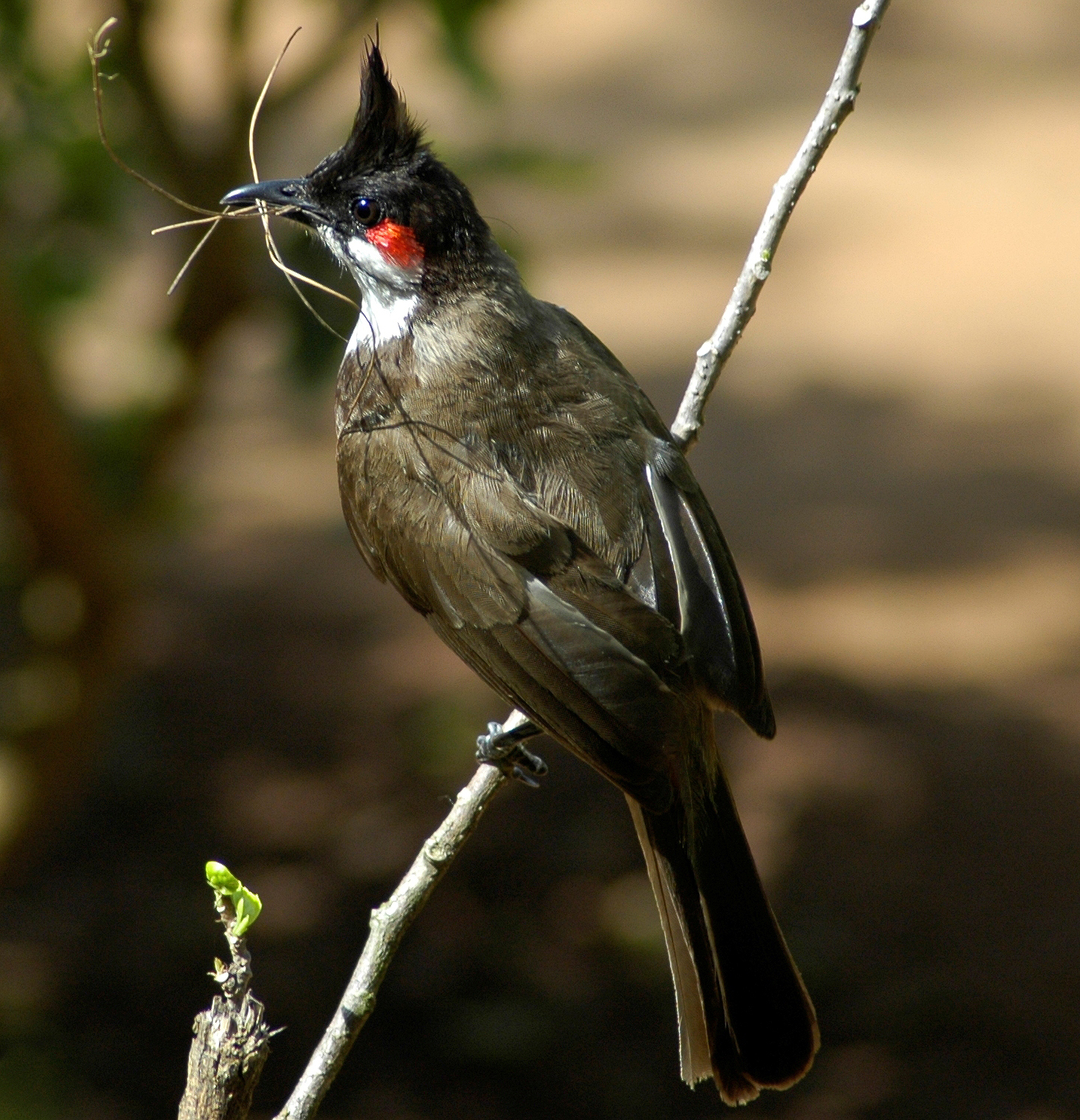
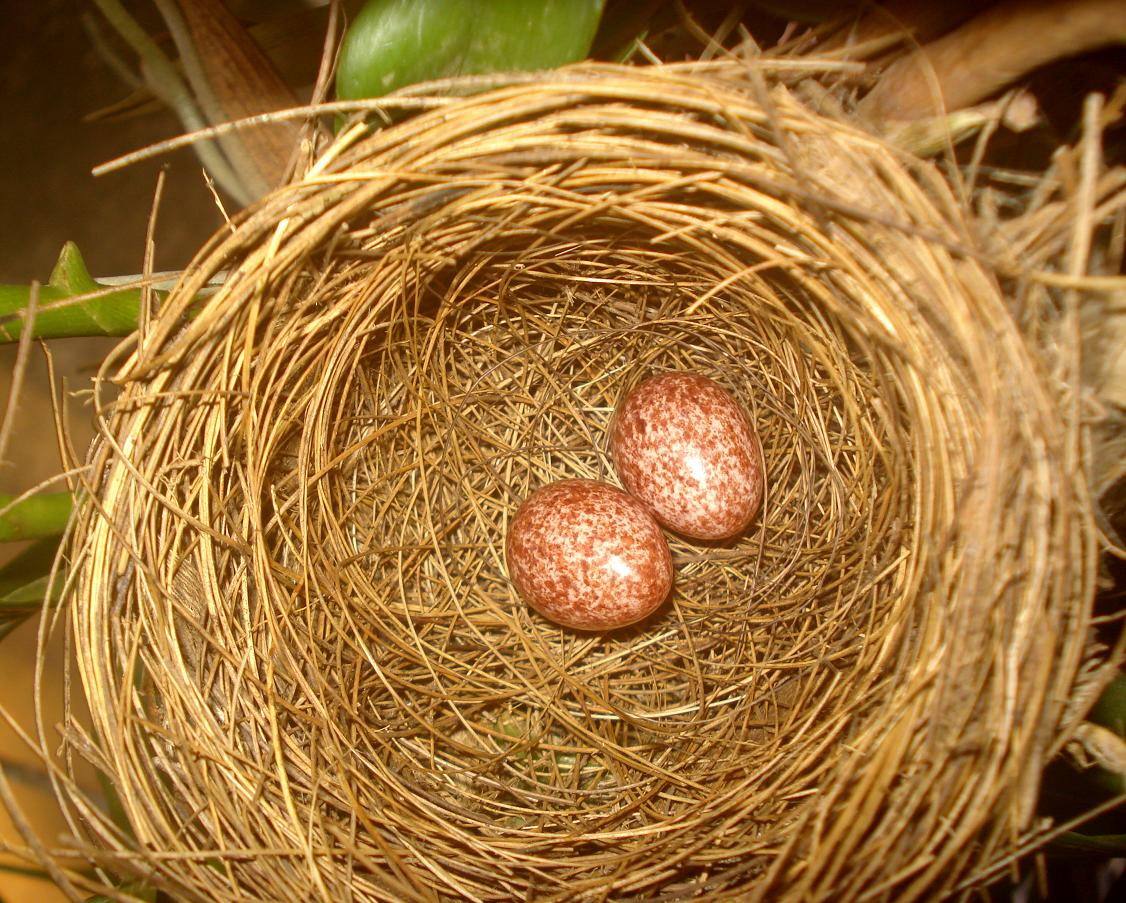
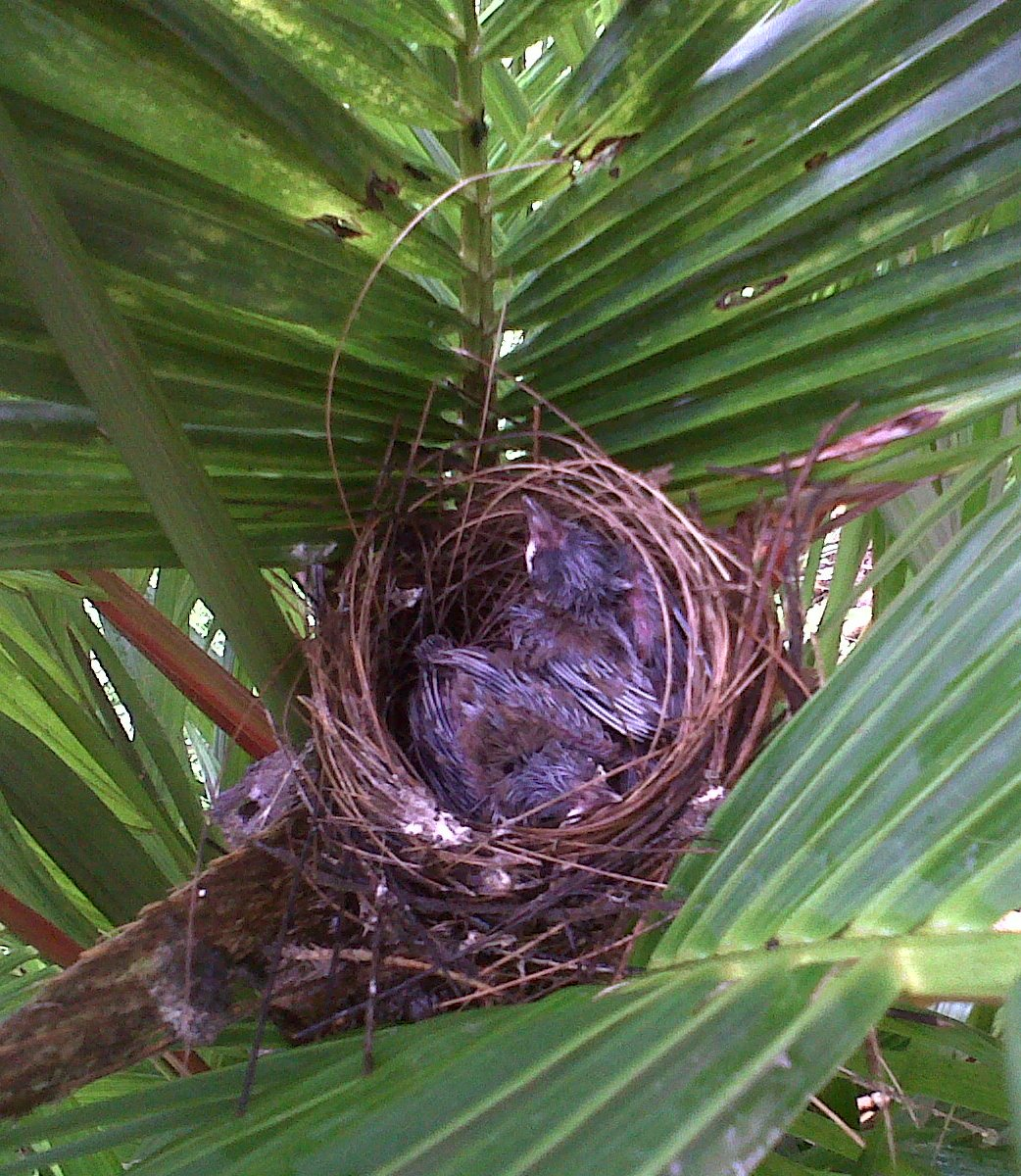
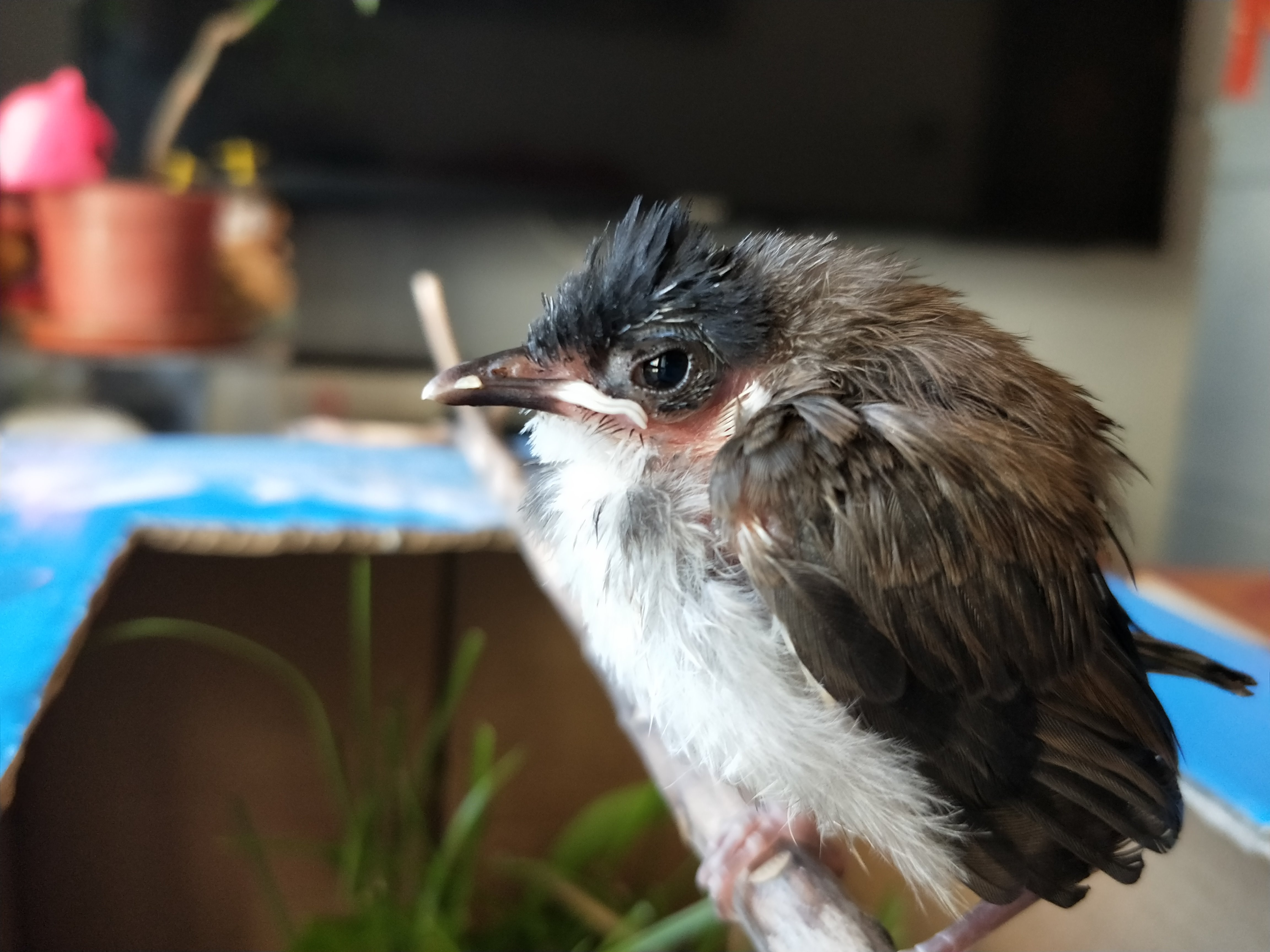
Молодая птица (3 недели)
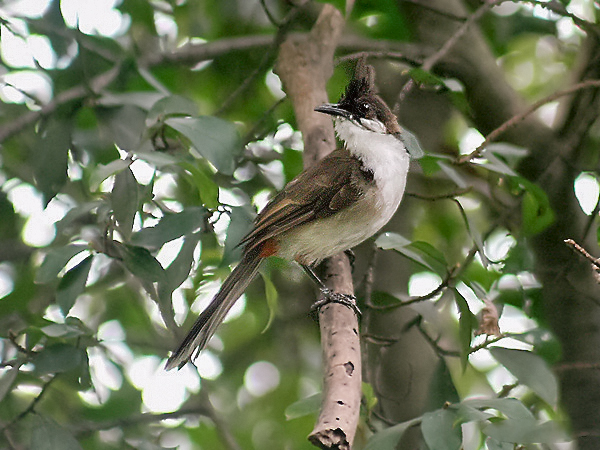